# サン・デメトリオ (タンカー)
サン・デメトリオ（MV San Demetrio）はイギリスのイーグル・オイル・アンド・シッピング・カンパニーが保有していた石油タンカーである。第二次世界大戦中の1940年、本船は大西洋中部で敵の攻撃により損傷し一度は放棄されたが、後に船上へ戻った一部の乗員たちによって積荷である燃料の大半とともに生還を果たした逸話で知られる。

## 船歴
「サン・デメトリオ」は、1930年代後半にイーグル・オイル・アンド・シッピング・カンパニー向けに建造された約8,000GRTのモータータンカーのうちの1隻であった。本船はグラスゴーのブライスウッド造船社（Blythswood Shipbuilding Company）によって1938年に建造され、同社では姉妹船「サン・コンラド」（San Conrado） を1936年に、「サン・シプリアノ」（San Cipriano）を1937年にそれぞれ進水させている。

### HX84船団
「サン・デメトリオ」はオランダ領西インド諸島のアルバで11,200トンの航空燃料を積み込み、イギリスのエイヴォンマスに向かっていた。「サン・デメトリオ」は北大西洋横断のため輸送船団HX84に加わり、1940年10月28日に38隻の船団のうちの1隻としてノバスコシア州ハリファックスを出港した。タウン級駆逐艦「コロンビア」と「サン・フランシス」が船団をカナダ本土近海から護衛したが、沿岸域を離れると船団唯一の護衛は仮装巡洋艦「ジャーヴィス・ベイ」のみとなった。「ジャーヴィス・ベイ」は 7 門の旧式な6インチ砲と1対の3インチ（76 mm)高角砲で武装していた。
1940年11月5日、ドイツ海軍の装甲艦「アドミラル・シェーア」は北緯50度30分 西経32度00分 / 北緯50.500度 西経32.000度でHX84船団を発見し、直ちに攻撃した。「ジャーヴィス・ベイ」の艦長代理エドワード・フェーゲン大佐は、船団が分散して逃走する時間を稼ぐために「アドミラル・シェーア」へ向かって進んだ。「ジャーヴィス・ベイ」は完全に劣勢だったが、フェーゲンを含む190名とともに沈没するまで22分間戦い続けた。「ジャーヴィス・ベイ」の犠牲により、HX84船団の商船のほとんどが脱出することができた。フェーゲンは死後ヴィクトリア十字章を受章した。
「アドミラル・シェーア」は暗くなる前にできるだけ多くの商船を沈めようとした。「アドミラル・シェーア」は数発の砲弾を「サン・デメトリオ」に命中させ、船橋と船尾楼甲板を破壊、上甲板を炎上させた。被弾により見張員のアーネスト・デインズが死亡した。砲弾の爆発と火災にもかかわらず、船の積荷である航空燃料は爆発しなかった。だが、船長のウェイトは火災が航空燃料に引火する可能性があると信じて退船命令を出した。「サン・デメトリオ」は「アドミラル・シェーア」の砲撃にさらされたままで、乗員たちは3隻の救命ボートで脱出した。その後、「アドミラル・シェーア」は急速に分散した船団の他の船に注意を向けた。
「サン・デメトリオ」から脱出した救命ボートは夜に分離し、船長と乗員25名を乗せた2隻の救命ボートが引き上げられ、ニューファンドランド島に運ばれた。だが、取り残された救命ボートに乗っていた二等航海士アーサー・G・ホーキンスと機関長チャールズ・ポラードを含む16名は24時間漂流した後、燃え盛る1隻の船を目撃した。驚いたことに、彼らはそれが自分たちの放棄した船である「サン・デメトリオ」であることに気づいた。選択肢はほとんど残されておらず、乗員はこのまま漂流し寒風への曝露による死の危険を冒すか、それとも再乗船して火災の危険を冒すかを決断しなければならなかった。結局、彼らは救命ボートに残ることを選択した。火勢が強すぎたうえに、乗船を試みるには天候も酷かったからである。しかし救命ボートで二日目の夜を過ごし、北大西洋の凍てつく冬の強風に耐えた後で、彼らは「サン・デメトリオ」に乗り込まなかったことを後悔した。
翌11月7日の夜明け、「サン・デメトリオ」は風下約5海里（9 km）にいたため、乗員は「サン・デメトリオ」へ移動し再乗船した。彼らは消火活動を行うと、ポンプと発電機を再起動できるように左舷補助ボイラーを修理し、補助操舵装置も修復した。「サン・デメトリオ」の海図や航海機器類は全て破壊されるか焼失していたので、乗員は時折垣間見える太陽から針路を推定した。さらに無線も残されていなかった。彼らは悪天候やUボートの脅威をものともせず、自力で大西洋の残る行程を航行した。それから7日後、「サン・デメトリオ」はアイルランド沖に到着し、そこからクライド川河口まで護送されて1940年11月16日に接岸した。費用が高額であったため、曳船による曳航の申し出を断った。
激しい損傷と火災にもかかわらず、「サン・デメトリオ」の航空燃料のうち失われたのはわずか200トンに過ぎなかった。生還劇における死者はジョン・ボイルただ一人で、最初の戦闘後に救命ボートへ飛び込んだ際に負傷し、徐々に体調が悪化し始めた。彼は計器類を監視するため機関室で支えられていたが、2日後に出血が原因で死亡した。死後、彼は勇敢な行為に対する国王表彰を授与された。
「サン・デメトリオ」を帰還させた乗員たちは他船から援助を受けていなかったため、高等法院の検認・離婚・海事部でのその後の審判において、船と貨物の保険会社にサルベージ金を請求することができた。石油と貨物の価値は60,000ポンド、船自体はほぼ新品だったため250,000ポンドの価値があった。高等法院は原告に対するサルベージ金14,700ポンドの支払いを命じた。そのうちホーキンス二等航海士に2,000ポンド、死亡したジョン・ボイルに遺産として1,000ポンド。さらに戦闘開始時に「素晴らしい役割」を果たしたとして、1,000ポンドがカナダ人船員でアメリカに帰化した26歳のオズワルド・ジョン・エドモンド・プレストンに贈られた。ホーキンスにはボロボロになった「サン・デメトリオ」のイギリス商船旗も与えられた。
「サン・デメトリオ」関係者に対する報酬
| 氏名                             | 役職       | 報酬   |
| -------------------------------- | ---------- | ------ |
| アーサー・ゴドフリー・ホーキンス | ニ等航海士 | £2,000 |
| チャールズ・ポラード             | 機関長     | £2,000 |
| ジョージ・P・ウィリー            | 三等機関士 | £1,400 |
| ジョン・L・ジョーンズ            | 見習       | £1,200 |
| W・E・フレッチャー               | 甲板長     | £1,200 |
| ジョン・ボイル                   | 機関員     | £1,000 |
| J・デイヴィーズ                  | 船倉管理人 | £1,000 |
| オズワルド・プレストン           | 上級船員   | £1,000 |
| C・マクニール                    | 上級船員   | £1,000 |
| ロデリック・マクレナン           | 上級船員   | £800   |
| ジョン・ハロラン                 | 二等給仕   | £600   |
| ジョン・ジェイミーソン           | 会食室給仕 | £600   |
| ジョン・ポーター                 | 給仕助手   | £300   |
| クリフォード・コティス           | 下級船員   | £300   |
| ロイ・ヒュースデン               | 士官候補生 | £200   |
| G・モーティマー                  | 上級船員   | £100   |

ホーキンス二等航海士はその勇敢な功績により大英帝国勲章を授与された。また、機関長チャールズ・ポラードと甲板員見習ジョン・ルイス・ジョーンズは海上での勇敢さに対するロイズ戦時メダルを受賞している 。帰還後「サン・デメトリオ」は修理され、運行に復帰した。

### 沈没
1942年3月14日、「サン・デメトリオ」はアルコール4,000トンと航空揮発油7,000トンを積み込み、メリーランド州ボルチモアからノバスコシア州ハリファックスを経由しイギリスに向けて護衛なしで出航した。 3月17日、バージニア州チャールズ岬北西にいた「サン・デメトリオ」は、ドイツ海軍潜水艦「U-404」の魚雷攻撃を受けて沈没した。乗員16名とDEMS砲手3名が死亡、乗員6名が負傷したが、生存者は救命ボート2隻を下ろすことに成功した。 2日後、アメリカのタンカー「ベータ」が船長、乗組員26名、DEMS砲手5名を救出し、バージニア州ノーフォークに運んだ。船長のコンラッド・ヴィドットはロイズ戦時メダルを授与された。

### 映画
HX84船団における「サン・デメトリオ」の帰還は、1943年にチャールズ・フレンド監督、ウォルター・フィッツジェラルド、マーヴィン・ジョンズ、ラルフ・マイケル、ロバート・ビーティ出演の『船団最後の日』（原題：San Demetrio London）として映画化された。この映画は、戦争中におけるイギリス商船隊船員たちの英雄的行為を評価した数少ない映画の1つであった。日本では戦後の1948年12月に公開されている。

### 書籍
1942年、女流作家フリニウィド・テニソン・ジェシーが著わした沈没事件を巡る64ページの報告書『サン・デメトリオの物語』（The Saga of San Demetrio）は、国民の士気高揚の目的で国王陛下の記録資料保管オフィス（HMSO）から出版された。
「サン・デメトリオ」の乗員であった甲板員カルム・マクニールの著書『サン・デメトリオ』（San Demetrio）は、1957年にアンガス・アンド・ロバートソンによって出版された。これは、彼が前の船を辞めて「サン・デメトリオ」の乗員に加わった個人的な記録である。彼はHX84船団の戦闘で「サン・デメトリオ」を放棄し、そして再乗船した乗員の1人であった。

### 芸術・博物館所蔵品

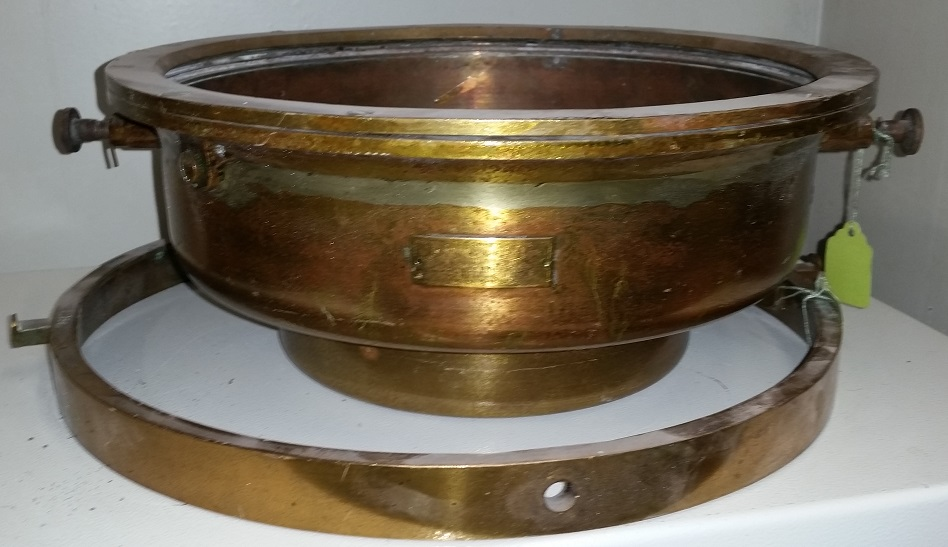
「サン・デメトリオ」の羅針盤。ダックスフォード帝国戦争博物館所蔵品番号MAR1274。

画家チャールズ・ピアーズの手による『サン・デメトリオ、家に帰る』（San Demetrio gets home）と題された戦時ポスターが郵便局貯蓄銀行によって発行された。また、「サン・デメトリオ」は海景画家ノーマン・ウィルキンソンの2つの作品でも題材となっている。国立海洋博物館（NMM）所蔵の『The 'San Demetrio' at the Jervis Bay action, 5 November 1940』、そして帝国戦争博物館（IWM）所蔵の『The Crew Reboarding the Tanker 'San Demetrio', 7 November 1940』である。帝国戦争博物館のコレクションには「サン・デメトリオ」の船鐘、羅針盤（右写真）、舵輪の破片、「サン・デメトリオ」の2つの模型が含まれている。模型の片方は、前述の映画『船団最後の日』の撮影に使用するためイーリング・スタジオで製作されたものであった。さらに所蔵品の羅針盤は、1940年から1972年まで2枚の新聞の切り抜き（右写真）とともに、グラスゴーのペイズリー・ロード西600番地、それからサウサンプトンのジョン・ジェイミーソンの父親の住宅に保管されており、その後帝国戦争博物館に寄贈されたものである。